# Soy de una nueva clase de mujeres
Soy De Una Nueva Clase De Mujeres es la octava y última producción musical de la cantautora mexicana Lolita de la Colina grabado y lanzado en el año 1990, bajo la firma discográfica IM Discos & Cassettes.
Después de 8 años sin lanzar un LP, regresó con una propuesta totalmente diferente a lo que venía escribiendo e interpretando en los últimos años. El álbum cuenta con la participación de Jerardo en el tema Amanecer Contigo.
Un año antes, en el programa Aquí Esta conducido por la actriz y cantante Verónica Castro, Lolita interpretó por primera vez los temas Pedazo de Idiota y Qué Será De Ti.

## Lista de canciones
| Soy De Una Nueva Clase De Mujeres |                                     |                     |          |  |
| N.º                               | Título                              | Escritor(es)        | Duración |  |
| 1.                                | «Por Eso Me Voy»                    | Lolita de la Colina | 2:57     |  |
| 2.                                | «Soy De Una Nueva Clase de Mujeres» | Lolita de la Colina | 3:39     |  |
| 3.                                | «No He De Cortarme Las Venas»       | Lolita de la Colina | 2:44     |  |
| 4.                                | «Voy a Pasar La Noche Con Él»       | Lolita de la Colina | 3:42     |  |
| 5.                                | «Amanecer Contigo»                  | Lolita de la Colina | 4:30     |  |
| 6.                                | «Que Terco Amor»                    | Lolita de la Colina | 4:38     |  |
| 7.                                | «Así Soy Como Mujer»                | Lolita de la Colina | 4:18     |  |
| 8.                                | «Quien Será Mi Rival»               | Lolita de la Colina | 4:04     |  |
| 9.                                | «Pedazo de Idiota»                  | Lolita de la Colina | 3:17     |  |
| 10.                               | «Que Será De Ti»                    | Lolita de la Colina | 3:48     |  |

“Debo aclarar que la letra y la música de todas estas canciones han sido escritas por mi... Quiero dar gracias (Super-Especiales) a Mirtica Pocurull por la coordinación de todo el disco... y gracias adicionales por animarme a grabar de nuevo a Ernesto Alonso, José José, Verónica Castro y Matilde... agradezco la paciencia de todo el equipo, porque admito que NO ES FÁCIL trabajar conmigo... (ni con ellos).”
Lolita de la Colina

## Créditos y personal
- Producción de Lolita de la Colina / De la Colina Musical
- Productor Ejecutivo: Charles Jones
- Dirección Musical: William Sanchez
- Arreglos: William Sanchez y Mike Levine
- Ingeniero de Sonido: Ted Stein
- Asistente de Grabación: J.C. Ulloa

Músicos
- Saxofón: Ed Calle
- Bajo: Rafael Valencia
- Bongos: Nelson Padrón
- Coros: Las Magdalenas, Jerry e Mickie

Portada
- Arte Gráfico: Tony Losada
- Foto: Adolfo Alvarez
- Maquillaje: Lazz Rodríguez

Grabado en los estudios de grabación “Critera”, Miami, Fl.; “Midiland”, Miami, Fl. y “New River”, Fort Lauderdale, Fl. 